# Opvaskebørste
En opvaskebørste er et redskab, der bruges til opvask. Typisk benyttes opvaskebørster til håndopvask i en køkkenvask og med brug af opvaskemiddel og varmt vand. Opvaskebørster har ofte et langt skaft, der gør at man ikke skal have hænderne nede i vandet man vasker op i.